# Rådata
Rådata är information som samlats in från en källa och som inte har genomgått bearbetning eller annan manipulation. Det kan handla om data direkt från en fotosensor (se RAW) eller obehandlad statistik till en undersökning. Datan kan sedan behandlas av ett datorprogram eller genom manuell analys.
Man skiljer ibland mellan data och information; information är slutprodukten av databehandling.